# Мітінці
Мі́тінці (рос. Митинцы) — присілок у складі Слободського району Кіровської області, Росія. Входить до складу Шестаковського сільського поселення.
Населення становить 7 осіб (2010, 11 у 2002).
Національний склад станом на 2002 рік — росіяни 100 %.